# GM Fiat SCCS
GM Fiat SCCS (ang: Small Common Components and Systems platform) – platforma samochodowa zbudowana przez włoski koncern motoryzacyjny Fiat przy współpracy z General Motors. Platforma zadebiutowała pod koniec 2005 roku w Fiacie Grande Punto, samochody wykorzystujące tę platformę są produkowane do dziś.

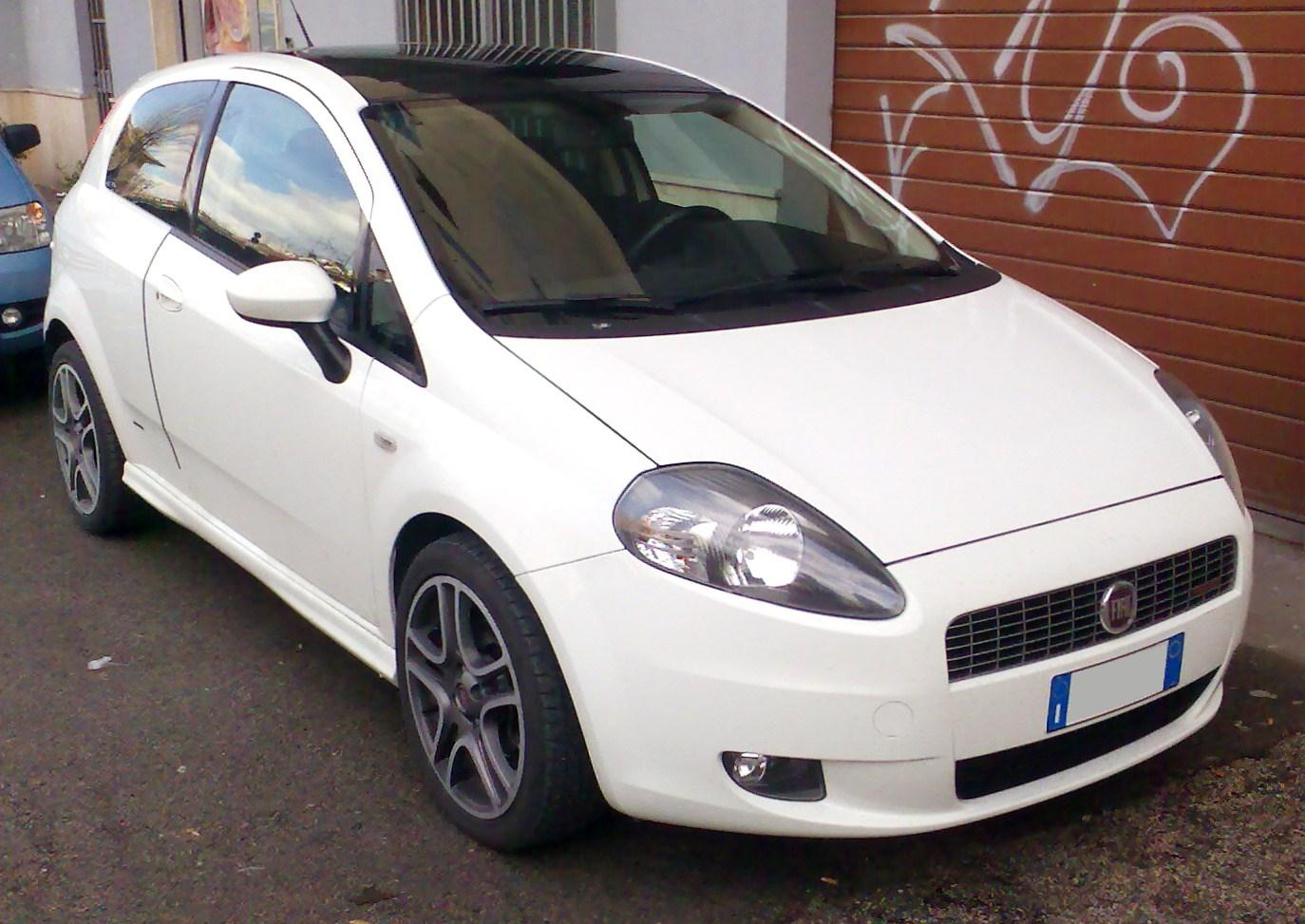
Fiat Grande Punto – pierwszy samochód korzystający z platformy SCCS

## Historia i opis
Platforma była opracowywana od 2002 roku przez Ulricha Schmalohra (szefa działu inżynierii w Oplu) i Giorgio Cornacchia (głównego projektanta Fiata) w Turynie. Została opracowana tak aby można ją było dopasować do zarówno małych samochodów grupy Fiat i General Motors, platforma ta została zaprojektowana zupełnie od podstaw i została przystosowana do większej ilości typów pojazdów (m.in. hatchback, sedan, kombi, MPV, crossover).
Jeżeli chodzi o zawieszenie to przednie wykorzystuje kolumny MacPhersona, natomiast z tyłu mamy do czynienia z belką skrętną. Platforma wymusza montaż silnika poprzecznie z przodu, aczkolwiek oprócz napędu na przednie koła, umożliwia także montaż napędu na cztery koła.
Dostępne są także wersje z przedłużonym rozstawem osi, wykorzystywane w niektórych autach kompaktowych. (W wersji podstawowej platforma ma rozstaw osi 2510 mm i umożliwia jego zwiększenie aż do 3110 mm.

## Samochody korzystające z platformy

### Wersja normalna
| Zdjęcie | Model                                         | Rozstaw osi | Lata produkcji                  |
| ------- | --------------------------------------------- | ----------- | ------------------------------- |
|         | Fiat Grande Punto Abarth Grande Punto         | 2510 mm     | 2005 – 2009 2007 – 2010         |
|         | Opel Corsa D                                  | 2510 mm     | 2006 – 2014                     |
|         | Fiat Fiorino/Qubo Peugeot Bipper Citroën Nemo | 2513 mm     | od 2007 2007 – 2017 2008 – 2017 |
|         | Alfa Romeo MiTo                               | 2511 mm     | 2008 – 2018                     |
|         | Fiat Punto Evo Abarth Punto Evo               | 2510 mm     | 2009 – 2012 2010 – 2013         |
|         | Chevrolet Aveo T300                           | 2525 mm     | od 2011                         |
|         | Fiat Punto 2012                               | 2510 mm     | 2012 – 2018                     |
|         | Opel Adam                                     | 2311 mm     | 2012 – 2019                     |
|         | Opel Corsa E                                  | 2510 mm     | 2014 – 2019                     |

### Wersja LWB (wydłużona)
| Zdjęcie | Model                | Rozstaw osi          | Lata produkcji |
| ------- | -------------------- | -------------------- | -------------- |
|         | Fiat Linea           | 2603 mm              | 2007 – 2015    |
|         | Opel Meriva B        | 2644 mm              | 2010 – 2017    |
|         | Fiat Doblò II        | 2755 mm LWB: 3105 mm | od 2010        |
|         | Opel Combo D         | 2755 mm LWB: 3105 mm | 2011 – 2018    |
|         | Fiat 500L            | 2612 mm              | od 2012        |
|         | Fiat Tipo Dodge Neon | 2637 mm              | od 2015        |

### Wersja umożliwiająca napęd 4x4
| Zdjęcie | Model           | Rozstaw osi | Lata produkcji |
| ------- | --------------- | ----------- | -------------- |
|         | Jeep Renegade   | 2570 mm     | od 2014        |
|         | Fiat 500X       | 2570 mm     | od 2014        |
|         | Jeep Compass II | 2640 mm     | od 2016        |